# 鹽泉縣 (沅州)
鹽泉縣，是梁代沅州武陵郡下轄的一個縣。陳、隋屬沅陵郡，開皇九年置辰州，其後地屬西梁。唐平蕭銑，縣廢。